# Gnamptogenys hartmani
Gnamptogenys hartmani es una especie de hormiga del género Gnamptogenys, categorizada en la tribu Ectatommini, de la subfamilia Ectatomminae. Fue descrita por Wheeler en 1915.

## Distribución
Se distribuye por América: Brasil, Colombia, Costa Rica, Guyana, Honduras, México, Nicaragua, Panamá, Perú, Estados Unidos y Venezuela.

## Hábitat
Habita en bosques tropicales húmedos y lluviosos, en la hojarasca y senderos. Se ha encontrado a elevaciones de 5 hasta 1080 m s. n. m.